# Тистамаа (видовий заповідник)
Видови́й запові́дник Ти́стамаа (ест. Liigikaitseala (Tõstamaa)) — природоохоронна територія в Естонії, у волості Тистамаа повіту Пярнумаа. У заповіднику діє старий режим охорони, затверджений ще в радянські часи.
Загальна площа — 24,7 га.
Заповідник утворений 12 вересня 1958 року.

## Розташування
Розташовується на північний схід від села Пяракюла.

## Опис
Об'єкт утворений для захисту оселищ видів тварин.